# بخش جفرسون (شهرستان مرسر، اوهایو)
بخش جفرسون (به انگلیسی: Jefferson Township) یک منطقهٔ مسکونی در ایالات متحده آمریکا است که در شهرستان مرسر، اوهایو واقع شده‌است.
 بخش جفرسون ۱۰۷٫۲ کیلومتر مربع مساحت و ۱۳٬۲۳۱ نفر جمعیت دارد و ۲۶۸ متر بالاتر از سطح دریا واقع شده‌است.